# Новоолександрівка (Аджамська сільська громада)
Новоолекса́ндрівка — село в Україні, в Аджамській сільській громаді Кропивницького району Кіровоградської області. Населення становить 153 осіб.
Колишній центр Новоолександрівської сільської ради. До складу Новолександрівської сільської ради входили чотири села Новолександрівка, Нововолодимирівка, Медерове та Молодецьке.
Мальовниче село Новоолександрівка від міста Кропивницький розташоване на відстані 36 км.

## Населення
Згідно з переписом УРСР 1989 року чисельність наявного населення села становила 149 осіб, з яких 72 чоловіки та 77 жінок.
За переписом населення України 2001 року в селі мешкало 148 осіб.

### Мова
Розподіл населення за рідною мовою за даними перепису 2001 року:
| Мова       | Відсоток |
| ---------- | -------- |
| українська | 96,08 %  |
| російська  | 3,92 %   |